# Diocesi di Huajuapan de León
La diocesi di Huajuapan de León (in latino: Dioecesis Huaiuapanensis) è una sede della Chiesa cattolica in Messico suffraganea dell'arcidiocesi di Puebla de los Ángeles. Nel 2021 contava 1.275.140 battezzati su 1.308.000 abitanti. È retta dal vescovo Miguel Ángel Castro Muñoz.

## Territorio
La diocesi comprende 76 comuni nello stato messicano di Oaxaca e 17 in quello di Puebla.
Sede vescovile è la città di Huajuapan de León, dove si trova la cattedrale della Vergine di Guadalupe.
Il territorio si estende su una superficie di 26.000 km² ed è suddiviso in 76 parrocchie, raggruppate in 6 decanati.

## Storia
La diocesi di Mixtecas fu eretta il 25 aprile 1902 con la bolla Apostolica Sedes di papa Leone XIII, ricavandone il territorio dall'arcidiocesi di Antequera e dalla diocesi di Tlaxcala (oggi arcidiocesi di Puebla de los Ángeles).
Originariamente immediatamente soggetta alla Santa Sede, l'11 agosto 1903 entrò a far parte della provincia ecclesiastica di Puebla de los Ángeles.
Il 13 novembre 1903 ha assunto il nome attuale in forza del decreto Litteris apostolicis della Congregazione Concistoriale.

## Cronotassi dei vescovi
Si omettono i periodi di sede vacante non superiori ai 2 anni o non storicamente accertati.
- Rafael Amador y Hernández † (27 marzo 1903 - 3 giugno 1923 deceduto)
- Luis María Altamirano y Bulnes † (3 agosto 1923 - 13 marzo 1933 nominato vescovo di Tulancingo)
- Jenaro Méndez del Río † (17 marzo 1933 - 13 marzo 1952 deceduto)
- Celestino Fernández y Fernández † (12 maggio 1952 - 25 luglio 1967 ritirato[1])
- José López Lara † (11 dicembre 1967 - 28 luglio 1981[2] nominato vescovo di San Juan de los Lagos)
- José de Jesús Aguilera Rodríguez † (11 giugno 1982 - 8 marzo 1991 ritirato)
- Felipe Padilla Cardona (15 febbraio 1992 - 26 agosto 1996 nominato vescovo coadiutore di Tehuantepec)
  - Sede vacante (1996-2000)
- Teodoro Enrique Pino Miranda † (2 dicembre 2000 - 2 luglio 2020 deceduto)
- Miguel Ángel Castro Muñoz, dal 27 marzo 2021

## Statistiche
La diocesi nel 2021 su una popolazione di 1.308.000 persone contava 1.275.140 battezzati, corrispondenti al 97,5% del totale.
| anno | popolazione | popolazione | popolazione | presbiteri | presbiteri | presbiteri | presbiteri                | diaconi | religiosi | religiosi | parrocchie |
| anno | battezzati  | totale      | %           | numero     | secolari   | regolari   | battezzati per presbitero | diaconi | uomini    | donne     | parrocchie |
| ---- | ----------- | ----------- | ----------- | ---------- | ---------- | ---------- | ------------------------- | ------- | --------- | --------- | ---------- |
| 1950 | 300.000     | 300.100     | 100,0       | 75         | 75         |            | 4.000                     |         |           | 13        | 40         |
| 1966 | 319.300     | 320.000     | 99,8        | 109        | 109        |            | 2.929                     |         |           | 20        | 41         |
| 1970 | 335.500     | 336.000     | 99,9        | 86         | 86         |            | 3.901                     |         |           | 50        | 40         |
| 1976 | 377.000     | 382.000     | 98,7        | 100        | 99         | 1          | 3.770                     |         | 6         | 70        | 47         |
| 1980 | 392.000     | 394.000     | 99,5        | 101        | 101        |            | 3.881                     |         | 4         | 63        | 47         |
| 1990 | 406.850     | 417.226     | 97,5        | 105        | 104        | 1          | 3.874                     |         | 1         | 118       | 51         |
| 1999 | 608.000     | 613.000     | 99,2        | 100        | 100        |            | 6.080                     |         |           | 150       | 68         |
| 2000 | 608.500     | 616.000     | 98,8        | 104        | 104        |            | 5.850                     |         |           | 144       | 68         |
| 2001 | 611.200     | 620.000     | 98,6        | 108        | 108        |            | 5.659                     |         |           | 157       | 71         |
| 2002 | 620.300     | 650.000     | 95,4        | 108        | 108        |            | 5.743                     |         |           | 136       | 71         |
| 2003 | 690.200     | 720.000     | 95,9        | 109        | 109        |            | 6.332                     |         |           | 139       | 71         |
| 2004 | 715.000     | 750.000     | 95,3        | 109        | 109        |            | 6.559                     |         |           | 153       | 71         |
| 2006 | 720.000     | 760.000     | 94,7        | 111        | 111        |            | 6.486                     |         |           | 166       | 71         |
| 2013 | 1.225.000   | 1.250.000   | 98,0        | 112        | 112        |            | 10.937                    |         |           | 148       | 72         |
| 2016 | 1.238.455   | 1.259.850   | 98,3        | 112        | 112        |            | 11.057                    |         |           | 160       | 72         |
| 2019 | 1.245.110   | 1.276.034   | 97,6        | 118        | 118        |            | 10.551                    |         |           | 157       | 76         |
| 2021 | 1.275.140   | 1.308.000   | 97,5        | 118        | 118        |            | 10.806                    |         |           | 131       | 76         |